# The Emptiness
The Emptiness (en español: «El vacío») es el tercer álbum de estudio de la banda Alesana. Fue grabado desde el 8 de julio de 2009 hasta el 18 de agosto del mismo año, y publicado el 26 de enero de 2010. Es también el primer álbum conceptual de la banda, basándose en «Annabel Lee», el último poema completo del escritor romántico Edgar Allan Poe; retratando una historia propia de cómo «El Artista» encuentra muerta a su «Annabel». El álbum adopta un modelo de obra teatral dramática con el añadido de cuatro interludios: «Curse of the Virgin Canvas», «A Lunatic's Lament», «The Thespian» y «To Be Scared By an Owl». Para la promoción del álbum, la banda contó con un extracto del video «The Thespian», el cual fue publicado el 16 de diciembre de 2009. 
Tras su lanzamiento el material ocupó la posición número sesenta y ocho en los Billboard 200 y la posición número diez en los Top Modern Rock Alternative Albums. Asimismo, tuvo una buena aceptación de parte de la crítica, calificándolo como un trabajo con composiciones aún más complejas, variable en su sonido, un tanto más candente y sutil e influencias de metalcore melódico. En contraste a todo ello, fue comparado y calificado como un alter ego de The Black Parade de la banda My Chemical Romance.

## Contexto

### Composición e influencias
A pesar de que los álbumes anteriores hacían referencia a la mitología y otras culturas, la banda optó por crear un álbum conceptual. La idea de componer este material le surgió a Dennis Lee durante una gira en Alemania, en ese entonces la banda estaba centrada en el hecho de crear un álbum más centrado en el horror. Las grabaciones para el disco se realizaron desde el 8 de julio hasta el 9 de agosto de 2009, en Fearless Records. Asimismo, destacaron influencias de otras obras pertenecientes al propio Allan que sirvieron como inspiración para las letras, y sobre todo para la historia que destaca el álbum —como «El corazón delator». La transformación musical en este álbum destacó de sus antecesores. Después de un altercado ocurrido en 2009, Adam Ferguson dejó la banda y Jake Campbell, quien había reemplazado temporalmente a Shane Crump en el bajo, se convirtió en el nuevo guitarrista. Aunque Campbell aumentó la cantidad de juegos de guitarras dobles en todo el álbum, careció de la innovación de voces, por lo que se recurrió a crear un álbum con una vertiente musical más amplia. 
Por su parte, el álbum está compuesto por una variedad de influencias musicales, mayoritariamente de los géneros post-hardcore y metalcore. Destaca además la incorporación de una orquestación de cuerdas. La composición del álbum y la elección del tema fue hecha en una entrevista por Alternative Press:

[...] La obra de Poe destacó tanto para nosotros puesto que es la composición final que se publicó en su carrera —un poema llamado «Annabel Lee». Algunos creen que su esposa, Virginia Eliza Clemm Poe, la inspiró, pero esto no se ha verificado. El punto clave y que nos pareció interesante en 'Annabel Lee' fue el tema. Se explora la muerte de una mujer hermosa y sigue los pensamientos de un narrador que mantiene su amor por ella, incluso después de su muerte. Hemos decidido que este tema sería la base para The Emptiness. Pero a diferencia, nosotros contaríamos nuestra propia historia de amor. Mostramos nuestro amor, respeto y agradecimiento a Poe por nombrar nuestro personaje principal femenino Annabel, y la novena canción de la historia «In Her Tomb By the Sounding Sea», fue la última línea publicada en la famosa carrera de Poe.

En una entrevista hecha, Milke argumentó que su disco también estuvo inspirado por las obras de terror de Stephen King. Los avances de grabación fueron publicados en la cuenta oficial de Alesana en Youtube el 1 de diciembre de 2009, y estuvo dividido en cinco partes. La banda contó durante la grabación e inspiración conceptual de su material con aportaciones líricas y musicales de bandas como Blessthefall, Emmure y Born of Osiris, mismas co las que participaron en giras anteriores. De una manera más directa, se expresó que bandas como Avenged Sevenfold y Dillinger Escape Plan complemetan e identifican el sonido y las letras del álbum.
La historia en sí, según la banda, ocurre en el siglo XX. El personaje central de la historia, un dibujante conocido simplemente como «El Artista» se despierta un día para encontrar que su amante, Annabel, está muerta. Afligido y aterrorizado, le entierra en el sótano de su casa y huye. Para no recordar los sucesos, vaga sin rumbo hasta que llega a una taberna, donde se oye el sonido de la alegría y la risa. Decide que si él no puede ser feliz, nadie más tiene porqué tener el derecho de serlo; donde termina asesinando a cada uno de los visitantes de aquel lugar. Luego de pasar días y noches en muchos lugares y tras encontrar al asesino de su amante, «El Dramático», el mismo artista se encuentra cara a cara con él para luchar hasta la muerte y vengar la pérdida de su amor. Siente una puñalada en el viente con una daga y despierta de un sueño amargo, encontrándose en la habitación con Annabel. En este punto de la historia, es la propia Annabel quien cuenta y explica que su amante poco a poco se hundió en la locura durante todo este tiempo, y prueba de ello eran sus bocetos y dibujos violentos y macabros. A pesar de que lo amaba, tuvo que optar por asesinarlo para defenderse y salvarlo a él.

### Promoción y lanzamiento
La banda lanzó una pequeña muestra del álbum, con un video promocional como extracto del video de «The Thespian» hacia el 16 de diciembre de 2009. El primer y único sencillo del disco, «The Thespian», fue lanzado el 8 de diciembre de 2009. El video musical de la banda muestra la retrospectiva de la vida de Annabel, y cómo es que una noche fue asesinada. Shawn encarna el papel de un joven dramático que exclama y cuestiona la muerte de su amada; en tanto, Dennis Lee encarna el papel de «The Murder», con un aspecto totalmente negro; como si se tratase de un demonio. Al final del video se observa cómo «The Murder» se ríe del dramatismo y las penas que sucedieron.
Asimismo, y de igual forma que en sus discos anteriores, este álbum sólo contó con una edición y un mismo formato. Con tal de lograr un mayor marketing, posteriormente comenzaron a distribuirse por páginas de internet «MusicSkins»; que son carcasas o fundas para aparatos electrónicos como computadoras, iPods, entre otros.

## Concepto y música
The Emptiness es un álbum conceptual, unificado por un tema narrativo, donde cada una de las letras de sus canciones contribuyen a una historia que está basada en «Annabel Lee», el último poema completo del escritor romántico Edgar Allan Poe. Es así como, y según las palabras del crítico de música Gregory Heaney: 

El álbum cuenta la historia de un hombre conocido como «El Artista», que se despierta para encontrar a su amada, «Annabel», asesinada en su cama. Tras darse cuenta de lo ocurrido, las espirales de la historia derivan en un viaje macabro lleno de rabia, el asesinato, la culpa y la locura.
Gregory Heaney, crítico de música.

El álbum por su parte, contiene cuatro interludios que «ayudan al oyente a navegar entre los diferentes actos». Chad Bowar comenta que a lo largo del álbum se desarrolla «una historia que trata de asesinato, viaje en el tiempo y otros temas». En una entrevista hecha por el mismo Gregory Burkart califica el concepto del disco como una «retorcida tragedia romántica [...] formando un mundo que es a la vez triste y aterrador». Sin embargo, Shawn Milke aclara que el álbum no se basa en el poema de Annabel Lee, «sino que más bien es inspirada por ella», y explicando que el tema de Annabel Lee es «un homenaje a Poe por inspirarnos para crear nuestra propia y trágica historia de amor». El mismo Shawn afirma que sus letras tienen un contenido de horror puesto que los fanes aman las tinieblas del disco y este género complementa bien su estilo. La revista Under The Gun destaca el papel que le da la excesiva instrumentación y el uso de piano al álbum, siendo el lanzamiento que rompe el molde post-hardcore para el futuro, según Way Too Loud. Alternative Press realizó una entrevista en la que destaca el contexto de cada canción, basada en un capítulo de alguna obra de Edgar Allan Poe:

[...] Para Dennis y yo, la inspiración residió en las historias y poemas de Edgar Allan Poe. En contraste, este fue un partido hecho en el cielo. Poe fue un maestro en tejer palabras que podían ser tan horribles y, sin embargo, extrañamente hermosas a la vez, y su lugar de descanso es en Baltimore —el lugar de nacimiento de Alesana y donde nos trasladamos a escribir esta historia.

La primera canción, denominada «Curse of the Virgin Canvas», es a su vez el primer interludio del álbum; con una introducción de una frase muy recurrente en este y que sirvió como lema del disco —«The emptiness will haunt you»—. La historia toma un contexto amoroso con la segunda canción, «The Artist»; que es el personaje principal del álbum, «The Murderer»; quien juega el papel del némesis de la historia y «Annabel», representado como el amor eterno y motivo de los pesares de «The Artist». El álbum adopta un modelo de obra teatral dramática con el añadido de los interludios: «Curse of the Virgin Canvas», «A Lunatic's Lament», «The Thespian» y «To Be Scared By an Owl». StereoKiller menciona que algunas canciones tienen un sentido de «mero relleno».

## Crítica
En un principio, generó críticas bastante positivas; Allmusic calificó que el álbum «contiene todo lo que se espera de estos chicos; como riffs de guitarra que armonizan el álbum, un fondo de maldad y humor por las voces, alternándose con un alza torturadora, con tal de narrar una historia [...] Musicalmente, Alesana ha creado un trabajo que complacerá a los amantes del género [...] Lo que da un mayor atractivo al material es el hecho de que narra una historia». En tanto Rock Sound califica que este álbum de la banda comienza a tener «un cuerpo exuberante, coros masivos e ideas ambiciosas, pudiendo así estar la banda en conciertos no tan mediocres». Otras publicaciones tales como Way Too Loud! describen que se trata de «algo poco creativo», sin embargo «se encuentra lleno de canciones al estilo metalcore con riffs y gruñidos con muerte, que recrean un estilo post-hardcore [...] Tratando a través de cada pista cambiar el ritmo».
Chad Bowar argumenta una mejora en cuanto al estilo musical de la banda y sus letras en este álbum, a pesar de seguir teniendo el estereotipado metalcore melódico y las voces con gritos. Sin embargo, calificando que «las composiciones son aún más complejas [...] Una variedad de sonido y mezcla en cada una de las canciones [...] Las voces melódicas son muy serias y emocionales y proporcionan un contraste bastante marcado con voces duras y llenas de gritos. Una fórmula comprobada de que la banda [Alesana] comienza a mejorar [...] El canto y el balance general son aceptables». Under the Gun Review califica que el sonido del álbum con respecto a los anteriores es, principalmente en su apertura, mucho más «sutil». Asimismo, la nueva estructura de cada una de las canciones y la sensación en general que posee el disco es más «candente»; superando así la mediocridad de On Frail Wings of Wax and Vanity y teniendo un ritmo más maduro y una mejor música en comparación a Where Myth Fades to Legend. En contraste con todo esto, el álbum tiene un toque «histórico y creativo». El disco es comparado y satirizado como un alter ego de The Black Parade de My Chemical Romance; «The Emptiness puede ser el lanzamiento más ambicioso en escena [...] Alesana creó una obra ficticia bastante original que desea compartir. Olvídense de canciones sobre turismo, redes sociales y los problemas modernos; porque ello no se encuentra aquí. Se trata de un intento de recrear una verdadera historia de arte [...]».

### Posicionamiento
The Emptiness se ha posicionado en diversas listas realizadas por la revista Billboard y que se detalla a continuación:
|               | Billboard 200 | Top Rock Albums | Top Hard Rock Albums | Top Independent Albums | Top Modern Rock Alternative Albums |
| ------------- | ------------- | --------------- | -------------------- | ---------------------- | ---------------------------------- |
| The Emptiness | 68            | 15              | 2                    | 11                     | 10                                 |

## Lista de canciones
Toda la música compuesta por Alesana. 
| N.º | Título                            | Duración |  |
| 1.  | «Curse of the Virgin Canvas»      | 4:49     |  |
| 2.  | «The Artist»                      | 3:46     |  |
| 3.  | «A Lunatic's Lament»              | 4:05     |  |
| 4.  | «The Murderer»                    | 4:33     |  |
| 5.  | «Hymn for the Shameless»          | 5:38     |  |
| 6.  | «The Thespian»                    | 4:42     |  |
| 7.  | «Heavy Hangs the Albatross»       | 3:51     |  |
| 8.  | «The Lover»                       | 3:25     |  |
| 9.  | «In Her Tomb By the Sounding Sea» | 3:41     |  |
| 10. | «To Be Scared By an Owl»          | 4:11     |  |
| 11. | «Annabel»                         | 7:19     |  |

## Créditos
| Alesana - Shawn Milke - voz principal, guitarra rítmica, y piano - Dennis Lee - screaming y voz - Patrick Thompson - guitarra - Shane Crump - bajo y voz - Jeremy Bryan - batería - Jake Campbell - guitarra | Músicos adicionales - Melissa Milke - voz - Adam Fisher - voz - Julie Coleman - violín - Wendy Goodwin - violín - Nelly Kovalev - viola - Ashley Peck - violonchelo |

Producción
- Kris Crummett - productor
- Toby Fraser - diseño
- Alan Douches - masterización
- Pat Perry - dirección de arte